# Jeu vidéo de go

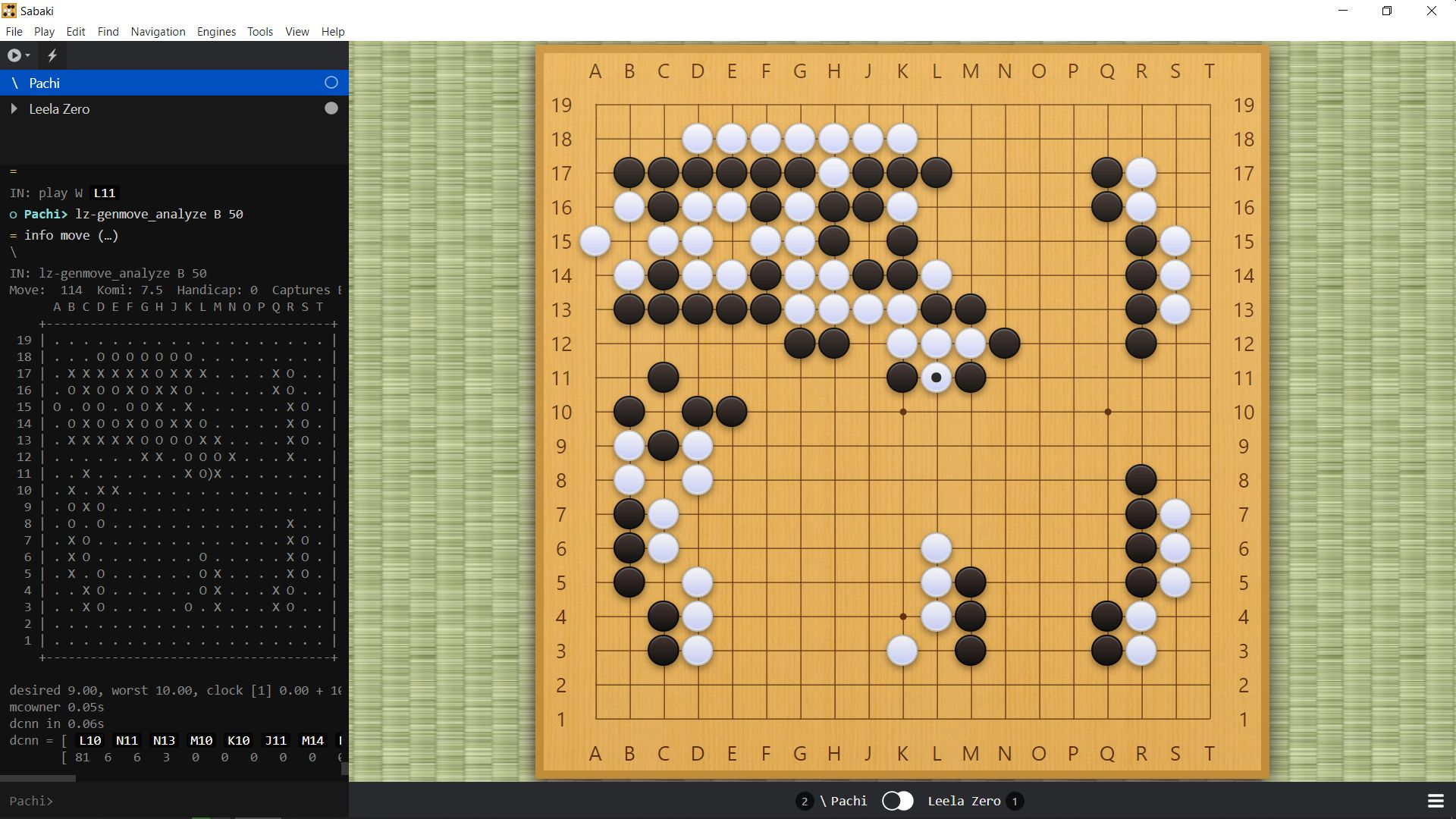
Pachi contre Leela Zero joué sur l'interface de Sabaki.

Un jeu vidéo de go est un logiciel permettant de jouer au go sur ordinateur, que ce soit pour affronter une intelligence artificielle ou un adversaire humain.

## Intelligence artificielle
Le nombre de possibilités est immense, il est estimé à 10600 pour un goban 19x19, soit plus que le nombre de particules de l'Univers. L'intelligence artificielle capable de jouer au go est encore en cours d'amélioration, et utilise des algorithmes complexes plutôt que de la recherche exhaustive. Voici quelques exemples d'intelligences artificielles :
- GNU Go a gagné la médaille d'argent en plateau 9x9 et a été classé quatrième en plateau 19x19 lors de la compétition internationale Computer Olympiad en 2004[2]. Il a également reçu la médaille d'or en plateau 19x19 en 2003[3].
- Many Faces of Go[4], de David Fotland, dont une version 9x9 gratuite[5].
- GO++[6].
- Le programme de vie et mort de Thomas Wolf a pu déterminer que certaines solutions dans des ouvrages étaient erronées et a même permis de trouver des coups originaux[7].

## Clients graphiques
Pour jouer contre un adversaire réel sur un serveur de jeu internet (KGS, IGS, NNGS…) ou contre GNU Go.
- glgo
- ggo
- qgo
- cgoban 3 (réseau KGS)
- cgogen
- Goban[8] (Mac OS X seulement)

## Système d'exploitation dédié
- Hikarunix est une distribution Linux en LiveCD qui fournit un environnement complet pour étudier et jouer au jeu de go (GNU Go, qGo, gGo, glGo, CGoban, Jago, ngo, etc.).